# Чаткальське родовище воластоніту
Чаткальське родовище воластоніту — унікальне родовище воластоніту в Чаткальській долині, Киргизстан.

## Характеристика
Загальні геологічні запаси воластоніту в Чаткальській долині оцінюються приблизно в 50 млн т. Воластоніт — універсальний наповнювач для широкого кола пластмас, лаків, фарб, паперу. Застосовується в ливарному і формовочному виробництві, а також для виготовлення кераміки. Володіє армуючими властивостями, але, на відміну від азбесту, не канцерогенний і тому успішно витісняє його у виробництві будматеріалів. Зустрічається рідко. Розробляє родовище російська компанія «Нурскіф», що базується в Бішкеку.